# 奥克火山

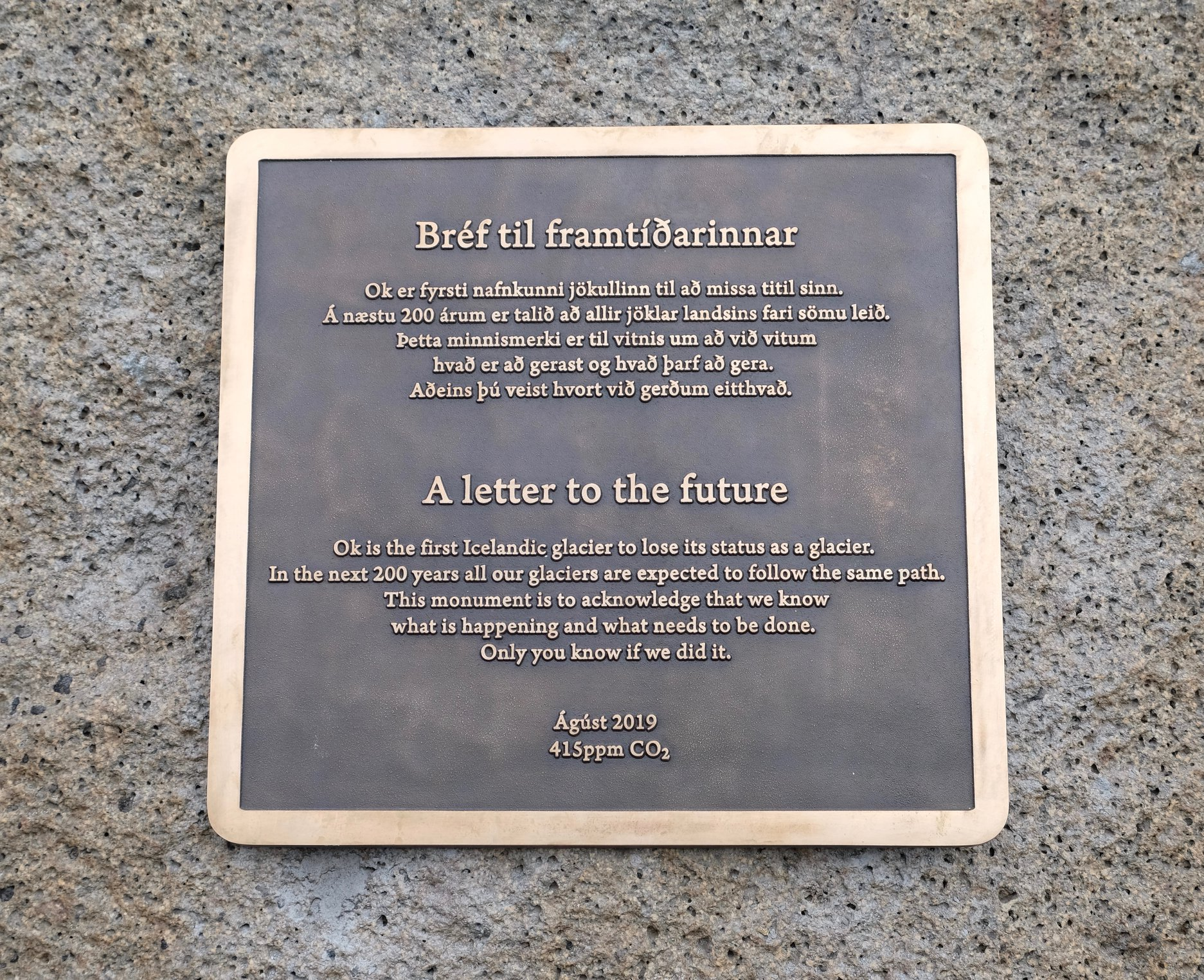
“致信未来”纪念牌

奥克，是冰岛西部的一座火山，位于雷克雅未克的东北方向，高1198公尺。山頂曾有一片冰川，稱作歐克冰川，2014年被冰川学家认定为消融了。

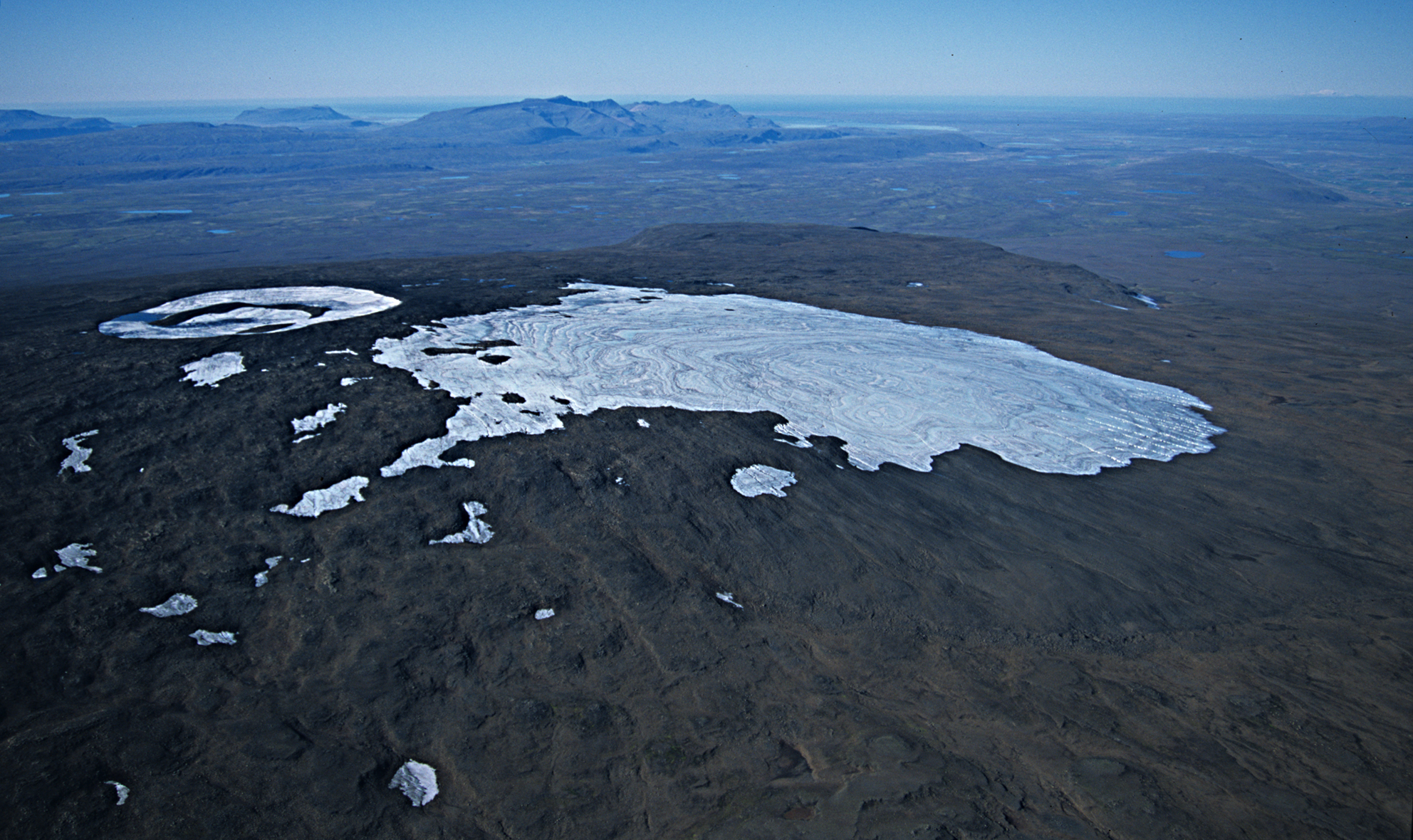
2003年时的奥克冰川

2018年曾为此制作了一部纪录片《不OK》（Not Ok），取冰島語地名Ok和英文字OK的雙關。纪录片里倡议设立一块纪念牌。纪念牌在2019年8月18日设立安置。上书用冰岛语和英语写成的名为“致信未来”的文字。

## 資料來源
1. ↑  Hu, Jane C. . Slate Magazine. 2019-07-04  [2019-07-24]. （原始内容存档于2023-02-07）.
2. ↑  Hallgerður Kolbrún E. Jónsdóttir. . Vísir. 2019-08-13  [2023-04-20]. （原始内容存档于2022-10-02） （冰岛语）.
3. ↑  Luckhurst, Toby. . BBC News. 2019-08-18  [2023-04-20]. （原始内容存档于2023-05-31）.